# رود دلینیا
رود دلینیا (انگلیسی: Delinya) یک رودخانه در استان یاقوتستان کشور روسیه است.